# Johannes XIII. Haes
Johannes XIII. Haes (auch: Johann Haes; tschechisch Jan XIII. Ház; † 19. Mai 1454 in Müglitz) war Bischof von Olmütz.

## Leben
Johannes Haes entstammte einer Brünner Bürgerfamilie und besaß den akademischen Grad eines Dr. iur. utr. Er war Seelsorger in Nasmeritz und Kanoniker von Olmütz, wo er 1444 zum Propst aufstieg. Nach dem Tod des Olmützer Bischofs Paul von Miličin und Talmberg wurde er zu dessen Nachfolger bestimmt und am 8. Juli 1450 päpstlich bestätigt.
Obwohl Johannes Haes vermutlich den utraquistischen Priesterkandidaten die Priesterweihe erteilte, berief er 1451 Johannes Capistranus nach Mähren, dessen Predigten das katholische Selbstbewusstsein stärken und die zum Hussitentum übergetretenen Gläubigen bekehren sollten. Unter Capistranos Einfluss schloss sich 1451 der mährische Unterkämmerer Benedikt (Beneš) von Boskowitz mit seiner ganzen Familie wieder der katholischen Kirche an.
Auf päpstliche Weisung vom 1. April 1452 wurden die Statuten des Prager Erzbischofs Ernst von Pardubitz auch für das Bistum Olmütz übernommen. Da der Prager Erzbischofsstuhl wegen der hussitischen Revolution seit 1421 nicht besetzt war, krönte Johannes Haes am 28. Oktober 1453 Ladislaus Postumus in Anwesenheit vieler Fürsten und Bischöfe in Prag zum König von Böhmen.
Johannes Haes starb in der bischöflichen Stadt Müglitz und wurde in der Olmützer Kathedrale beigesetzt.